# International Race of Champions 1998
International Race of Champions 1998 (XXII) kördes över fyra omgångar.

## Inbjudna förare
- Mark Martin
- Jeff Burton
- Jeff Gordon
- Al Unser Jr.
- Terry Labonte
- Tony Stewart
- Dale Earnhardt
- Jimmy Vasser
- Randy LaJoie
- Dale Jarrett
- Tommy Kendall
- Arie Luyendyk

## Deltävlingar
| Datum       | Bana         | Vinnare     |
| ----------- | ------------ | ----------- |
| 13 februari | Daytona      | Jeff Gordon |
| 2 maj       | Fontana      | Mark Martin |
| 13 juni     | Michigan     | Jeff Burton |
| 31 juli     | Indianapolis | Mark Martin |

## Tävlingar

### Daytona
| Plats | Förare         | Grid |
| ----- | -------------- | ---- |
| 1     | Jeff Gordon    | 6    |
| 2     | Jeff Burton    | 4    |
| 3     | Mark Martin    | 9    |
| 4     | Dale Earnhardt | 5    |
| 5     | Arie Luyendyk  | 8    |
| 6     | Dale Jarrett   | 2    |
| 7     | Terry Labonte  | 7    |
| 8     | Al Unser Jr.   | 12   |
| 9     | Tony Stewart   | 1    |
| 10    | Jimmy Vasser   | 3    |
| 11    | Randy LaJoie   | 11   |
| 12    | Tom Kendall    | 10   |

### Fontana
| Plats | Förare         | Grid |
| ----- | -------------- | ---- |
| 1     | Mark Martin    | 10   |
| 2     | Al Unser Jr.   | 5    |
| 3     | Jeff Gordon    | 12   |
| 4     | Terry Labonte  | 6    |
| 5     | Jeff Burton    | 11   |
| 6     | Randy LaJoie   | 2    |
| 7     | Tony Stewart   | 4    |
| 8     | Dale Jarrett   | 7    |
| 9     | Jimmy Vasser   | 3    |
| 10    | Dale Earnhardt | 9    |
| 11    | Arie Luyendyk  | 8    |
| 12    | Tommy Kendall  | 1    |

### Michigan
| Plats | Förare         | Grid |
| ----- | -------------- | ---- |
| 1     | Jeff Burton    | 10   |
| 2     | Mark Martin    | 12   |
| 3     | Tony Stewart   | 5    |
| 4     | Dale Earnhardt | 7    |
| 5     | Tommy Kendall  | 1    |
| 6     | Terry Labonte  | 8    |
| 7     | Arie Luyendyk  | 4    |
| 8     | Jeff Gordon    | 11   |
| 9     | Randy LaJoie   | 3    |
| 10    | Dale Jarrett   | 6    |
| 11    | Jimmy Vasser   | 2    |
| 12    | Al Unser Jr.   | 9    |

### Indianapolis
| Plats | Förare         | Grid |
| ----- | -------------- | ---- |
| 1     | Mark Martin    | 11   |
| 2     | Al Unser Jr.   | 6    |
| 3     | Jimmy Vasser   | 1    |
| 4     | Randy LaJoie   | 2    |
| 5     | Terry Labonte  | 7    |
| 6     | Tony Stewart   | 12   |
| 7     | Dale Jarrett   | 3    |
| 8     | Dale Earnhardt | 8    |
| 9     | Jeff Gordon    | 9    |
| 10    | Tommy Kendall  | 5    |
| 11    | Arie Luyendyk  | 4    |
| 12    | Jeff Burton    | 10   |

## Slutställning
| Plats | Förare         | Poäng |
| ----- | -------------- | ----- |
| 1     | Mark Martin    | 86    |
| 2     | Jeff Burton    | 57    |
| 3     | Jeff Gordon    | 51    |
| 4     | Al Unser Jr.   | 46    |
| 5     | Terry Labonte  | 39    |
| 6     | Tony Stewart   | 37    |
| 7     | Dale Earnhardt | 36    |
| 8     | Jimmy Vasser   | 34    |
| 9     | Randy LaJoie   | 31    |
| 10    | Dale Jarrett   | 29    |
| 11    | Tommy Kendall  | 28    |
| 12    | Arie Luyendyk  | 28    |